# Teopisto Alberto
Teopisto Valderrama Alberto (Bagamanoc, 19 september 1912 - 2 mei 1996) was een Filipijns rooms-katholiek geestelijke. Alberto was van 1965 tot 1983 aartsbisschop van het Aartsbisdom Caceres. Daarvoor was hij van 1952 tot 1959 bisschop van Sorsogon.
Alberto werd tot priester gewijd op 7 maart 1937. Vijftien jaar later, op 10 juli 1952, volgde een benoeming tot de eerste bisschop van het nieuwe bisdom Sorsogon. Na zeven jaar als bisschop werd hij in 1959 benoemd tot aartsbisschop-coadjutor van Caceres en titulair aartsbisschop van Amastris. Na de dood van Pedro Paulo Santos op 6 april 1965 werd Alberto de nieuwe aartsbisschop van Caceres. Deze functie zou hij bekleden totdat hij ontslag indiende op 20 oktober 1983.
Alberto overleed in 1996 op 83-jarige leeftijd..